# Kazuya Takahashi
Kazuya Takahashi (高橋 和也, Takahashi Kazuya, né 高橋 一也 le 20 mai 1969) est un acteur,, chanteur, auteur-compositeur et bassiste japonais. Il était chanteur et bassiste d'Otokogumi, le groupe de rock japonais qui était actif à la fin des années 1980 et au début des années 1990,. Takahashi est apparu dans plus de cinquante films depuis 1988. 

## Filmographie
- 1988 : Rock yo Shizukani Nagare yo : Tsutomu Toda (Tonda)
- 1995 : Taxi Kamikaze : Tatsuo
- 2001 : Hush!
- 2003 : Samurai Resurrection (魔界転生, Makai tenshō?)  de Hideyuki Hirayama :
- 2008 : Still Walking : Nobuo Kataoka
- 2013 : Tel père tel fils : Daisuke Nonomiya
- 2014 : Puzzle
- 2014 : The Light Shines Only There : Nakajima
- 2017 : Ringside Story
- 2018 : Tatta Ichido no Uta : Daisuke Gotoda, Norihiko Tachibana
- 2019 : Shinbun kisha
- 2019 : Hot Gimmick : Une fille rencontre un garçon
- 2019 : Family of Strangers : Ōtani
- 2019 : Les Fleurs du mal : le père de Sawa